# 蒙达语族

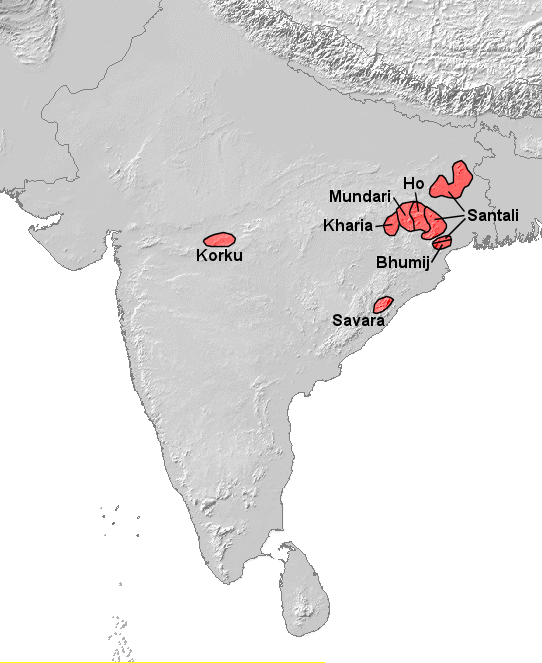
蒙達語族語言使用者在印度的地理分佈

蒙达语族（或捫達語族）是南亚语系之下的一个语族，在印度的中部和东部、孟加拉有约9百万使用者。蒙达语族的起源不详，可能是来自印度东部部落的语言。蒙达语族包括桑塔利语、蒙达里语（Mundari）、霍语（Ho）等约22种语言。
蒙达语族分为两支：北蒙达语支，在印度贾坎德邦焦达讷格布尔高原、恰蒂斯加尔邦、奥迪沙邦和孟加拉国；南蒙达语支，在奥里萨邦中部和安得拉邦和奥里萨邦的边界。但这种分法可能是过份简化了。
以桑塔利语为主要语言的北蒙达语支，是两语支之中较大的，包括了十分之九蒙达语族使用者。继桑塔利语外，蒙达里语和霍语跟随其後，剩余的均属较少语种，使用状况所知不多。

## 分类
蒙达语族
- 北蒙达语支
  - Kherwari
    - 蒙达里语 (Mundari)
      - 阿苏里语 Asuri (asr)
      - 比罗语 Birhor (biy)
      - Koda (cdz)
      - 霍语（Ho）(hoc)
      - 科尔瓦语 Korwa (kfp)
      - 蒙达语（Munda）(unx)
      - 蒙达里语（Mundari）(unr)

    - 桑塔利语 (Santali)
      - Mahali (mjx)
      - 桑塔利语（Santali）(sat)
      - 图里语 Turi (trd)

    - Agariya (agi)
    - Bijori (bix)
    - Koraku (ksz)

  - 科尔库语 (Korku)
    - 科尔库语（Korku）(kfq)
- 南蒙达语支
  - Koraput Munda
    - 古图 Gutob-Remo-Geta'
      - Geta'
        - Gata' (gaq)

      - Gutob-Remo
        - Bondo (bfw)
        - 加达巴语 Gadaba, Bodo (gbj)

    - Sora-Juray-Gorum
      - Gorum
        - Parenga (pcj)

      - Sora-Juray
        - Juray (juy)
        - Lodhi (lbm)
        - 萨瓦拉语、索拉语 （Sora）(srb)